# Тарасюк, Юрий Николаевич
Ю́рий Никола́евич Тарасю́к (11 апреля 1957 — 2007) — советский белорусский легкоатлет, специалист по метанию молота. Выступал на всесоюзном уровне в 1970-х и 1980-х годах, серебряный и бронзовый призёр чемпионатов СССР, победитель первенств всесоюзного и республиканского значения. Представлял Минск, Вооружённые силы и физкультурно-спортивное общество «Динамо». Мастер спорта СССР международного класса. Заслуженный тренер Республики Беларусь.

## Биография
Юрий Тарасюк родился 11 апреля 1957 года. Занимался лёгкой атлетикой в Минске, выступал за Советскую Армию и физкультурно-спортивное общество «Динамо».
Первого серьёзного успеха в метании молота добился в сезоне 1977 года, когда с результатом 71,20 одержал победу на соревнованиях в Бресте.
В 1978 году в той же дисциплине превзошёл всех соперников на домашнем турнире в Минске.
В 1979 году завоевал золотую награду на всесоюзном турнире в Баку.
В 1980 году превзошёл всех соперников на всесоюзных соревнованиях в Кишинёве.
В 1981 году победил на всесоюзном турнире в Киеве.
На чемпионате СССР 1982 года в Киеве стал бронзовым призёром. Помимо этого, выиграл домашний турнир в Стайках, был вторым в Ташкенте и третьим в Москве.
В 1983 году получил серебро на зимнем чемпионате СССР по метаниям в Адлере, победил в Минске, стал серебряным призёром в Леселидзе и Стайках, взял бронзу в Ленинграде, занял пятое место на чемпионате страны в рамках VIII летней Спартакиады народов СССР в Москве. Также в составе советской сборной одержал победу на международном турнире в Гаване.
В 1984 году был лучшим на турнирах в Стайках, Клайпеде и Минске, в последнем случае установил свой личный рекорд — 81,44 метра (шестой результат мирового сезона). На Мемориале братьев Знаменских в Сочи показал четвёртый результат, тогда как на международных соревнованиях в Банска-Бистрице выиграл серебряную медаль.
В 1985 году победил в Банска-Бистрице и Минске, был вторым в Баку.
В 1986 году стал вторым на домашних соревнованиях в Минске.
В 1987 году завоевал бронзовую награду на домашнем турнире в Минске.
В 1988 году получил серебро в Гродно и занял пятое место в Стайках.
За выдающиеся спортивные достижения удостоен почётного звания «Мастер спорта СССР международного класса».
Впоследствии проявил себя на тренерском поприще, занимал должность старшего тренера национальной сборной команды Республики Беларусь по лёгкой атлетике, в 1993—1999 годах занимался подготовкой титулованного белорусского метателя молота Игоря Астапковича. Когда в 1995 году Астапкович завоевал серебро чемпионата мира в Гётеборге, Тарасюку присвоили почётное звание «Заслуженный тренер Республики Беларусь».
Жена — известная советская копьеметательница Наталья Шиколенко. Дочь Анна Тарасюк пошла по стопам родителей и тоже добилась успеха в метании копья.
Умер в 2007 году.